# Tapír horský
Tapír horský (Tapirus pinchaque) je druh lichokopytníka z čeledi tapírovití (Tapiridae), který se vyskytuje v andské oblasti Kolumbie, Ekvádoru a Peru. Kvůli životu v horských oblastech jde o jediného tapíra s hustou srstí, kterou vynikají zejména mladá zvířata. S délkou asi 180 cm a hmotností 150–200 kg jde o nejmenší druh tapíra, jehož charakteristickým znakem jsou bílé pysky a případně i špičky uší.
Tapír horský obývá jak vlhké mlžné lesy, tak otevřené křoviny a stepi. Jde o oportunistického býložravce, jenž v obývaných biotopech představuje důležitého rozptylovače semen. Aktivní je zejména za soumraku, ačkoli oproti ostatním tapírům vykazuje také výraznější denní aktivitu. Zajímavostí je, že někdy může zřejmě žít nejen samotářsky, ale i ve štěpně-fúzních sociálních jednotkách. Vzhledem ke ztrátě přirozeného prostředí a lovu považuje Mezinárodní svaz ochrany přírody tapíra horského za ohrožený druh, s celkovou populací nepřesahující 2 500 dospělců.

## Systematika
Tapíra horského prvně popsal francouzský přírodovědec François Désiré Roulin roku 1829, přičemž typový exemplář pocházel z regionu Sumapaz jižně od Bogoty. Roulin pro tapíra horského zvolil vědecké jméno Tapir pinchaque. Nezvyklé druhové jméno pravděpodobně odkazuje na místního mytického tvora, který údajně obývá horské lesy kolumbijských And. V průběhu 19. století pro tento druh tehdejší přírodovědci určili i mnohá další pojmenování, např. Johann Baptist Fischer jej roku 1830 popsal jako Tapirus Roulinii, Johann Georg Wagler tentýž rok jako Rhinochoerus villosus, Constantin Wilhelm Lambert Gloger roku 1841 jako Tapirus andicola a John Edward Gray roku 1872 jako Tapirus leucogenys.
Současná systematika klasifikuje tapíra horského v čeledi tapírovití (Tapiridae) a rodu tapír (Tapirus) jakožto jeden ze čtyř recentních druhů. V užším smyslu může rod Tapirus zahrnovat pouze tapíra horského a tapíra jihoamerického (Tapirus terrestris), zatímco tapír středoamerický (Tapirus bairdii) vystupuje v rámci monotypického rodu Tapirella, tapír čabrakový (Tapirus indicus) pak v rámci monotypického rodu Acrocodia. Nicméně ačkoli se tapíři odlišují v různých lebečních charakteristikách i obecném vzhledu, systém tapírovitých založený na větším množství recentních rodů není široce přijímán.
Na základě morfologických a paleontologických srovnání měl být tapír horský nejprimitivnějším neotropickým tapírem, molekulárně-fylogenetické analýzy však tuto hypotézu vyvrátily. Sesterským druhem tapíra horského je tapír jihoamerický, linie vedoucí k oběma druhům od sebe mohly divergovat před 7–1,5 miliony let. V posledních 100 000 letech populace tapírů horských výrazně expandovaly, na základě studie z roku 2016 byl však tento trend patrný zejména v ekvádorské populaci, zatímco kolumbijská populace prošla v posledních 5 000 letech efektem hrdla lahve.

## Popis

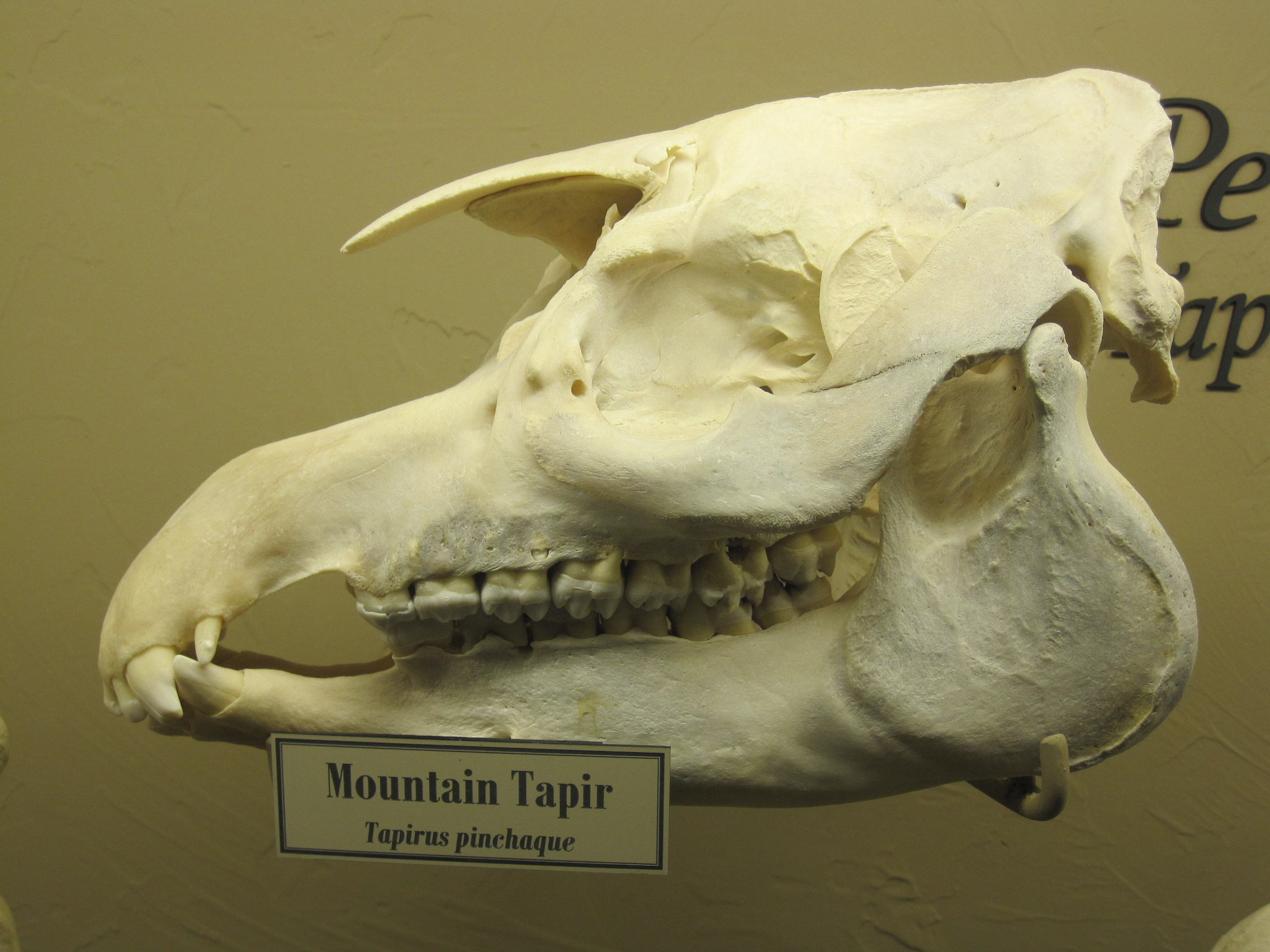
Tapír horský, lebka

Tapír horský je pokládán za nejmenšího žijícího tapíra, poněvadž dosahuje průměrné hmotnosti pouhých 150–200 kg. Roku 2013 byl popsán nový druh tapíra Tapirus kabomani, pro něhož autoři popisu uváděli předpokládanou tělesnou hmotnost pouhých 110 kg; pozdější práce nicméně platnost tohoto druhu zpochybnily, když jej interpretovaly jakožto pouhou populaci tapíra jihoamerického, jenž běžně bývá mohutnější. Co se týče dalších tělesných rozměrů, délka hlavy a těla činí v případě tapíra horského kolem 180 cm, délka ocasu asi 5–10 cm a výška v kohoutku asi 75–80 cm.
Stavbou těla se tapír horský nijak nevymyká ostatním tapírovitým. Má krátké uši, končetiny i ocas, zaoblenou záď i charakteristický chobot, který je delší než u tapíra jihoamerického, ovšem kratší než u tapíra čabrakového. Oproti tapírovi jihoamerickému nemá tapír horský na krku výrazný val. Lebka má, podobně jako u ostatních tapírů, prodloužené nosní kosti. Jednotlivé druhy tapírů se odlišují ve stavbě sagitálního hřebenu, jenž je v případě tapíra horského spíše nízký, díky čemuž hlava vypadá plochá. Celkový zubní vzorec se neodchyluje od ostatních tapírů (I 3/3 C 1/1 P 4/3–4 M 3/3 = 42–44 zubů), druhý horní premolár však nemusí být molarizovaný.
Tapír horský je jediným druhem tapíra s hustou a kudrnatou srstí. Ta může místy dosahovat délky až 3,5 cm. Vzhled srsti závisí na obývaném stanovišti, jedinci žijící ve vyšších polohách mají srst delší, aby je lépe chránila před rozmary počasí. Srst je nejhustší u dospívajících zvířat a postupně řídne. Zbarvení je na celém těle tmavé, zhruba hnědočerné. Po stranách hlavy a v přední části krku zbarvení přechází do světlejších odstínů, zejména světle hnědé, okrové a šedavé. Okolo tlamy má srst jasně bílé zbarvení a někteří dospělci mohou mít bíle zbarvené také špičky uší a srst v blízkosti kopyt.
Genetickou výbavu tapíra horského tvoří 2n = 76 chromozomů. Toto chromozomové číslo se odlišuje od počtu chromozomů ostatních neotropických tapírů, jejichž 2n = 80. Roku 2023 byla publikována kompletní sekvence mitochondriálního genomu tapíra horského o celkové délce 16 750 bp. Autoři této práce se současně zabývali možnou adaptivní evolucí genů kódujících mitochondriální proteiny dýchacího řetězce, a to v souvislosti se životem ve vysokých nadmořských výškách.

## Výskyt

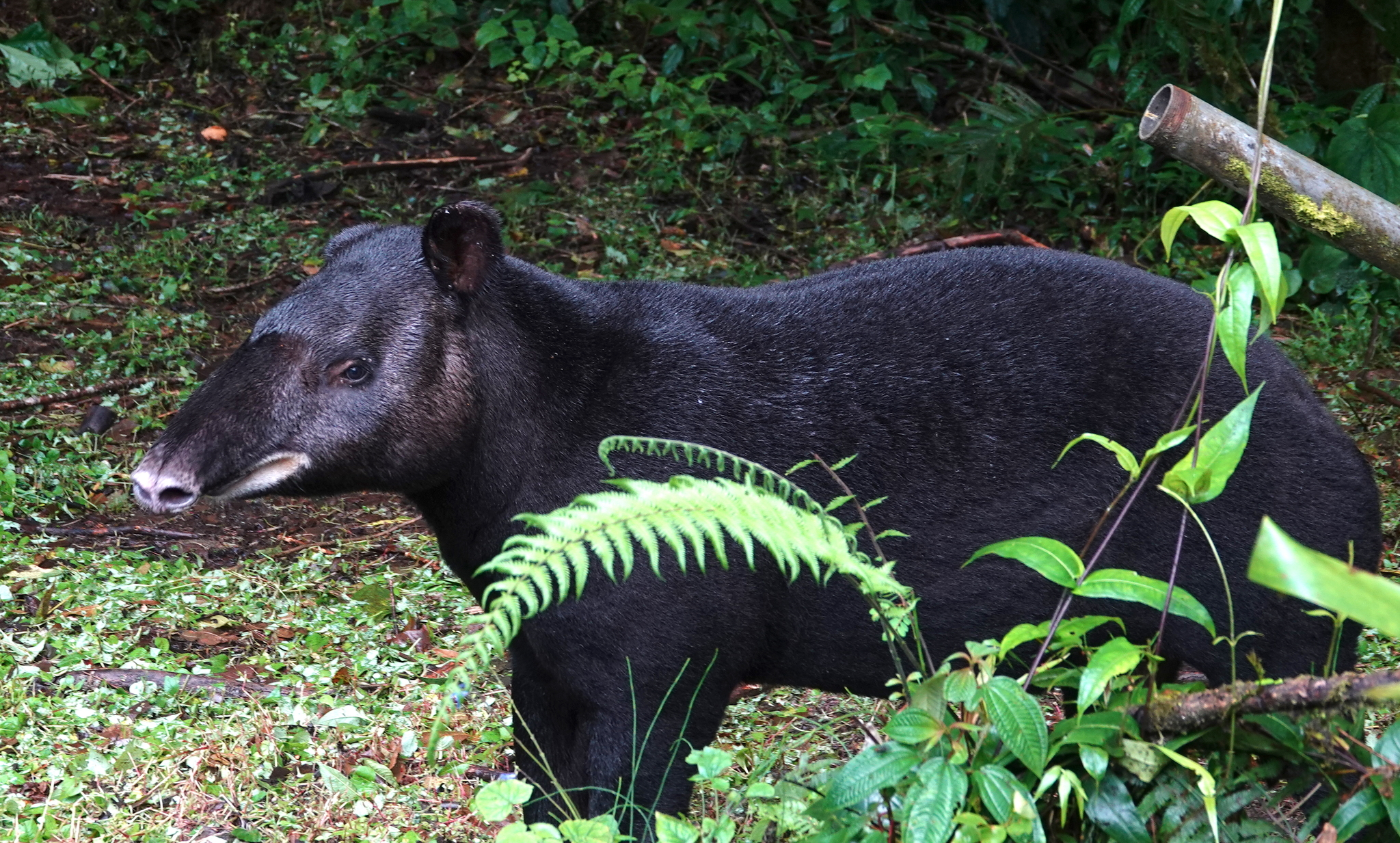
Tapír horský

Tapír horský se vyskytuje v andské oblasti Kolumbie, Ekvádoru a Peru. Historické záznamy uváděly jeho výskyt také ve Venezuele, kde však byl z velké části svého areálu výskytu vyhuben. Areál výskytu zahrnuje východní a centrální Kordillery v Kolumbii, jihozápadní a východní Kordillery v Ekvádoru a severozápadní peruánské provincie Ayabaca, Huancabamba a Jaen. Ačkoli tapíři žijí v horském prostředí, které často přispívá ke vzájemné izolaci populací a speciačním událostem, molekulární fylogenetika u tohoto druhu neidentifikovala žádné evolučně významné jednotky a nejsou tudíž rozpoznávány ani žádné jeho poddruhy.
Jde o typicky horské zvíře, obývá území ležící v nadmořských výškách 1 400–4 700 metrů nad mořem, nejčastěji se pak zdržuje mezi 2 000 až 4 300 metry nad mořem. Místní vegetace zahrnuje jak vlhké mlžné lesy, tak otevřené křoviny a stepi typu jalca a páramo. Zatímco během období sucha se tapíři mohou stahovat do párama ve vyšších nadmořských výškách, během období dešťů se vrací zpět do zalesněných oblastí v nižších polohách.

## Chování a ekologie

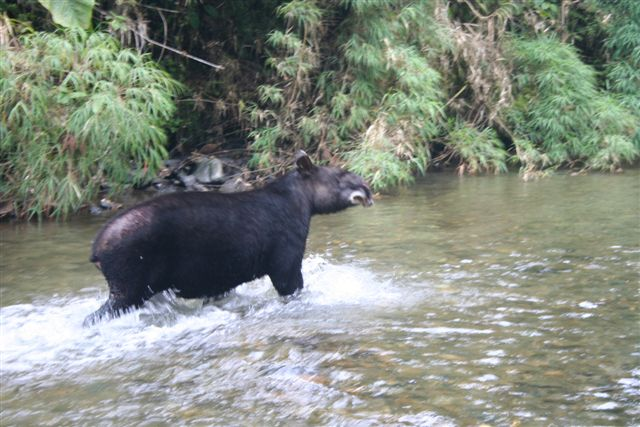
Tapír horský brodící se vodou

Tapír horský je zejména soumračné zvíře, ačkoli oproti ostatním tapírům vykazuje výraznější denní aktivitu. Terénní studie v kolumbijských Andách odhalila nejvyšší aktivitu místních tapírů v časných ranních hodinách (5.00–7.00) a pak s příchodem večera (18.00–20.00). Solné lizy tapíři navštěvovali zejména kolem půlnoci (0.00–2.00) a poledne (11.00–14.00). Režim se může různit např. v závislosti na fázích Měsíce. Během dne se tato zvířata neustále přesouvají na různá místa a pátrají po potravě, což jim jednak zvyšuje šanci nalezení potravních zdrojů, jednak je tak hůře vystopují případní predátoři. Odpočinek tapíři hledají v husté vegetaci, ovšem v lokalitách s pasoucím se skotem se stahují na strmé zalesněné horské svahy. Podobně jako ostatní tapíři, také tapír horský tráví značné množství času ve vodě, alternativně také praktikuje bahenní koupele.
Dospělci tapírů horských obývají domovské okrsky o rozloze 550–880 ha. Někdy vykazují agresivitu a zejména samci si během zápasů o samice nezdráhají uštědřovat ani hluboké kousance do uší a nohou. Na druhou stranu však záznamy tapírů horských z volné přírody získané od roku 2011 nasvědčují skutečnosti, že nejde o striktně samotářská zvířata, ale někdy udržují štěpně-fúzní (fission-fusion) sociální jednotky.

### Potrava

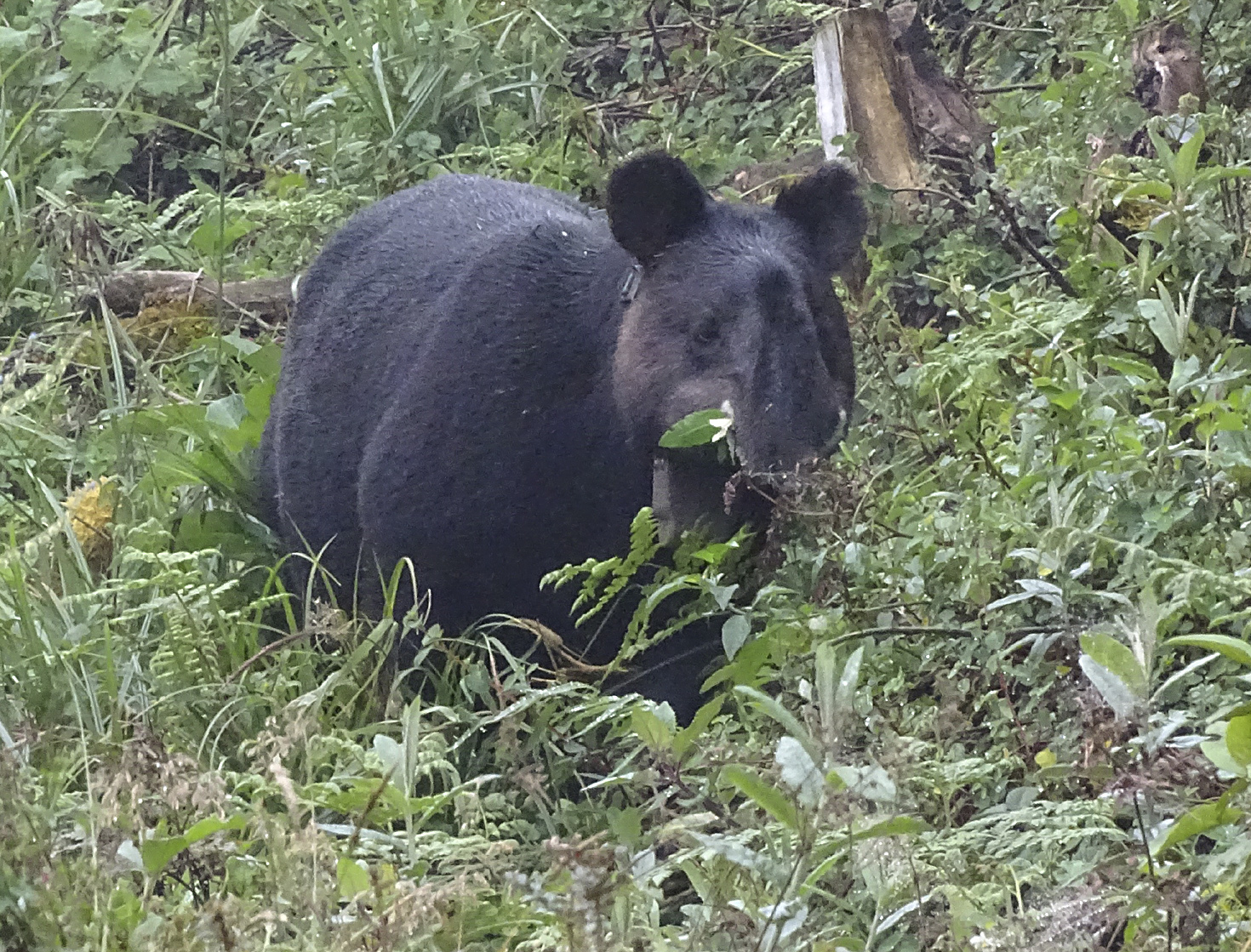
Krmící se tapír horský

Tapír horský je nevybíravý býložravec, který požírá širokou škálu rostlinných druhů. Čtyřletá terénní studie v Národním parku Sangay v Ekvádoru odhalila, že se zde tapíři živí bylinami, travinami, plody, větvičkami a (zejména) listy z celkem 28 čeledí rostlin, z nichž co do počtu druhů dominovaly hvězdnicovité (Asteraceae), lipnicovité (Poaceae), růžovité (Rosaceae), šáchorovité (Cyperaceae) či bobovité (Fabaceae). Zvlášť hojně byl konzumován např. hvězdnicovitý rod Gynoxys nebo kapraďorosty. Z výzkumu také vyplynulo, že tapíři vyhledávají některé rostliny se schopností fixovat vzdušný dusík, jako jsou baroty (Gunnera) a lupiny (Lupinus). Vyjma přirozené potravy někdy tapíři vnikají i na zemědělské pozemky, kde plení úrodu kukuřice či brambor. Podobně jako někteří další býložravci rovněž vyhledávají vývěry minerální vody, které jim poskytují soli, stopové prvky a snad i pomáhají neutralizovat toxické látky z některých rostlin.
Mezi tapírem horským a flórou severních And existují vzájemné koevoluční vztahy, přičemž průchod semen tapířím střevním traktem pozitivně ovlivňuje jejich klíčivost. Je možné, že lepší klíčivosti napomáhají minerální látky, jež tapíři přijmou při návštěvách solných lizů. V ekosystému každopádně tapíři zastávají klíčovou úlohu rozptylovačů semen. Populace některých rostlin, například jisté vysokohorské lupiny, v nepřítomnosti tapírů dokonce ubývají. Na těchto vztazích navíc mohou záviset i další místní zvířata; například arara žlutouchý (Ognorhynchus icterotis) se živí palmou druhu Ceroxylon quindiuense, za jejíž rozšiřování jsou zodpovědní právě tapíři.

### Rozmnožování

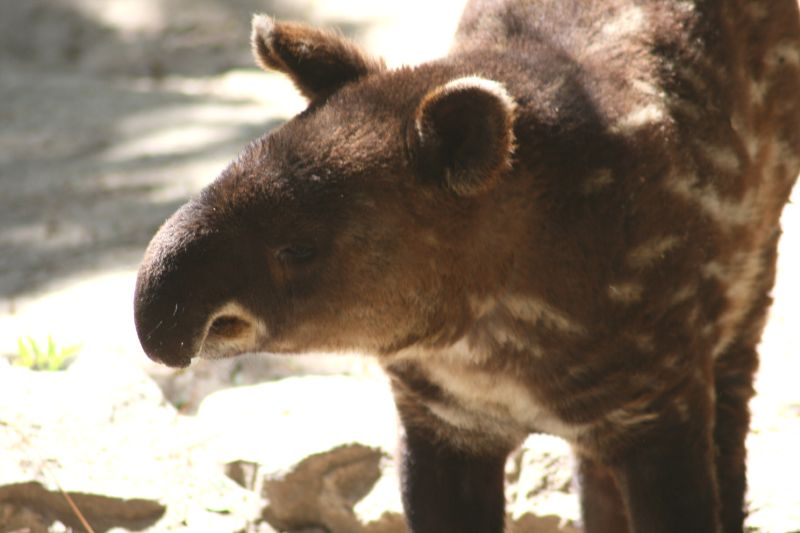
Mládě v Los Angeles Zoo

Pro tapíry horské je charakteristická monogamie vázaná na jedno reprodukční období. Obvykle se rozmnožují před začátkem období dešťů, přičemž samotnému páření předchází dlouhé období, během něhož spolu samci zápasí o přístup k samici, respektive se samici dvoří. Namlouvací rituál spočívá ve vydávání různých sípavých a ječivých zvuků, rozstřikování moči a vzájemném obcházení se obou partnerů. Během tohoto rituálu, jenž je charakteristický i pro jiné tapíry, si navzájem očichávají genitálie. K páření možná dochází nejen na souši, ale i ve vodě. Minimálně v zajetí se tapíří samci mohou chovat agresivně jak k samicím, tak případně i ke zplozeným potomkům. Taková situace v krajních případech vyžaduje oddělení jednotlivých zvířat po většinu dne, aby nedošlo ke vzájemným zraněním.
Na základě pozorování březí samice z Los Angeles Zoo byla délka estrálního cyklu odhadnuta na asi 30 dní a délka březosti na 392–393 dní. Tato doba vesměs odpovídá délce březosti ostatních tapírovitých. Gravidita není na samici tapírovitých nijak zvlášť patrná, v případě zmiňované samice první náznaky porodu přinesl až vaginální výtok asi měsíc před porodem. Vrh čítá jediné mládě, zřídka dvojčata, přičemž hmotnost novorozence činí asi 4–6 kg. Podobně jako u ostatních tapírů lze i u mláďat tapíra horského pozorovat maskovací vzor, jenž je v jejich případě tvořen žlutými a bílými podélnými pruhy a skvrnami. Mládě je již krátce po porodu schopno stát na všech čtyřech a má otevřené oči. První týden tráví v úkrytu, později začne následovat matku. Samice mládě začíná odstavovat v asi 3 měsících, ve volné přírodě však společně žijí alespoň rok a půl. Tapíři horští pohlavně dospívají ve 2,5–3 letech. V zajetí se jeden chovaný jedinec dožil 27 let, 8 měsíců a 21 dnů.

### Predátoři a parazité
Přirozenými nepřáteli tapírů horských mohou být pumy americké (Puma concolor), medvědi brýlatí (Tremarctos ornatus) a jaguáři američtí (Panthera onca). Oslabené kusy a opuštěná mláďata údajně mohou uchvátit i kondoři andští (Vultur gryphus). Ostré zuby však z tapírů v případě střetu dělají potenciálně nebezpečné protivníky. Predátory také mohou odradit tím, že na ně vystříknou vodu, kterou nasají do chobotu.
Z četných zaznamenaných parazitů lze jmenovat babesie (druh Babesia caballi), rod Anaplasma, rickettsie, tasemnice rodu Flabelloskrjabinia, hlístice, klíšťata (Amblyomma multipunctum, Ixodes tapirus) nebo myiázní mouchy Cochliomyia hominivorax.

## Ohrožení

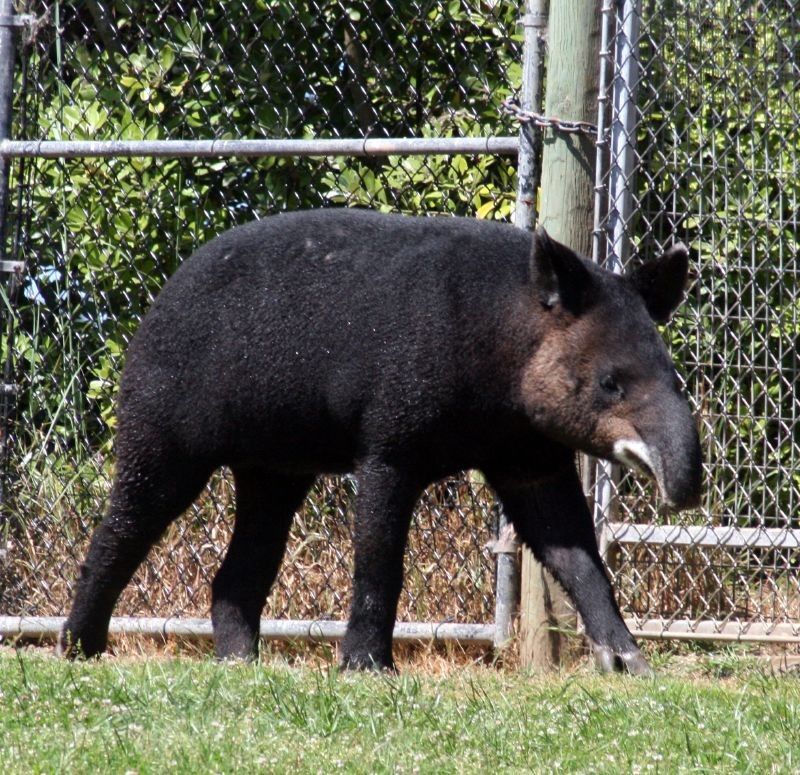
Tapír horský v zajetí

Mezinárodní svaz ochrany přírody (IUCN) pokládá tapíra horského ve svém vyhodnocení stavu ohrožení z roku 2016 za ohrožený druh s klesající populací. IUCN odhaduje celkový pokles velikosti populací o více než 50 % za poslední tři generace a odhaduje pokles o nejméně 20 % v příštích dvou generacích. Celková velikost populace zřejmě nepřesahuje 2 500 dospělých jedinců.
Hlavní příčinou ohrožení je ztráta a fragmentace přirozených stanovišť, vůči níž jsou tapíři jakožto zvířata s nízkým rozmnožovacím potenciálem a velkými domovskými okrsky náchylní. Původní biotopy jsou přetvářeny na pastviny pro dobytek a zemědělskou půdu, případně je ovlivňuje těžba, rozvoj dopravní infrastruktury etc. Andská oblast se mj. využívá k nelegálnímu pěstování máku pro výrobu opia a právě vytváření nelegálních makových polí i snaha o jejich likvidaci ze strany kolumbijské vlády se podepisuje na biotopu tapírů. Zatímco historicky tapíři horští v Kolumbii obývali území o rozloze asi 74 600 km2, v roce 2002 přežívali v celkem 35 fragmentovaných lokalitách o rozloze 5 až 3 700 km2, z nichž však pouze 5 až 6 mělo minimální rozlohu asi 830 km2, jež umožňuje udržení malé stabilní populace o asi 150 zvířatech. Studie z roku 2015 odhadla, že na území Ekvádoru by tapíři mohli teoreticky obývat až 21 729 km2 území, při zohlednění dopadů ztráty přirozeného prostředí, resp. klimatických změn se však velikost tohoto území zmenšila o 17 %, resp. 37,86 %. Jako jeden z výrazných narušujících zásahů v Ekvádoru lze jmenovat výstavbu dálnice Guamote–Macas, která protíná Národní park Sangay, jenž chrání jedny z nejzachovalejších a nejvýše položených lesů severních And. V Peru odhaduje studie z roku 2022 rozsah vhodných stanovišť na asi 1 830 km2.
Vyjma ztráty přirozeného prostředí jsou tapíři taktéž loveni, a to jak pro maso, tak pro kůže a jiné části těla. Tapířím chobotům a kopytům místní připisují léčivé účinky, s údajným vlivem na impotenci, epilepsii a srdeční onemocnění. Polévka z tapířích střev zase údajně pomáhá s likvidací střevních parazitů. Někteří tapíři padnou místním za oběť jako zemědělští škůdci. V 60. letech 20. století byli také necitlivě odchytáváni pro zoologické instituce, během čehož řada zvířat uhynula. Z dalších hrozeb pro tapíry lze jmenovat ozbrojené konflikty, přenos infekčních chorob od dobytka, srážky s automobily a jiné. Roku 2024 byly zdokumentovány dva případy, kdy na tapíry v chráněné oblasti kolumbijských And útočili zdivočelí psi.
Lov tapírů horských v současnosti zakazují zákony všech tří států, na jejichž území se tento druh vyskytuje, ovšem vymáhání těchto zákonů nezřídka není účinné. Z globálního hlediska patří tapír horský na přílohu I úmluvy CITES. Tapíři horští obývají řadu chráněných území, nikoli však všechna potenciálně možná. V kolumbijských Andách je například více než 20 národních parků, z nichž se však tapíři vyskytují pouze v sedmi. V Ekvádoru je teoreticky chráněno 36–48 % z výše uvedené množiny vhodných stanovišť, ovšem zejména populace ze středních a jižních regionů zůstávají vysoce ohroženy ztrátou přirozeného prostředí a změnou klimatu. V Peru leží přibližně 60 % potenciálně vhodných stanovišť v chráněných oblastech. V zoo patří tapíři horští k velmi vzácným chovancům, v únoru roku 2025 je chovali pouze v Cheyenne Mountain Zoo v Colorado Springs, v Los Angeles Zoo a v Zoológico de Cali v Kolumbii. V zajetí se tapíři horští poprvé objevili již roku 1948 v Bronx Zoo, chovné programy se však potýkaly s problémy a mláďata narozená v zoologických zahradách často rychle uhynula.